# Agaricus carminescens
Agaricus carminescens es un hongo saprofítico de la familia Amanitaceae recolectado por primera vez en el Congo por Julie-Henriette-Martha Fontana y descrito por Paul Heinemann. Es de distribución paleotropical-Austroasiática.

## Descripción
Píleo o sombrero de aproximadamente 7 cm de diámetro, carnoso, inicialmente acampanado (campanulado), se extiende y forma un umbo (protuberancia) ancho. Superficie cubierta por una capa gruesa, separable y escamosa; escamas de color rojo parduzco, fibrilosas y triangulares en el margen, ligeramente recurvadas e incluso erectas en el centro donde son más pequeñas y más apiñadas, café oscuro. Estípite (tallo) de aproximadamente  6 × 1 cm, cilíndrico pero ligeramente agrandado en el píleo y hacia la base, fistuloso (hueco), grisáceo y suave en el píleo, flocoso (algodonoso) y concoloro hacia el píleo. Anillo frágil y fugaz. Láminas apiñadas de 6 mm de ancho, ventricosas, agrandadas en el centro, disminuyendo de grosor en las orillas, desiguales, libres, delgadas, pálidas y luego café purpúreo. Carne firme, blanquecina, después pálida ocrácea en el píleo y y café ocráceo en el estípite, se oxida de color café y rojizo al corte, especialmente en el estípite, toma un color carmín distintivo en la base. La impresión de esporas es de color café.
Esporas café oscuro en agua y bistre café oscuro en amoniaco, mide 5.0-6.8 μm de largo por 3.3-3.8 μm de ancho. Elípticas u ovaladas de en la faz y elipsoidales de perfil, el borde interno a veces totalmente recto. Las paredes son gruesas y las endosporas ocasionalmente engrosadas y truncadas en la parte superior: sin poro, apículo pequeño y hialino. Basidios tetraspóricos claviformes de 15-20 μm por 4.5-7 μm. Himenio con numerosos elementos café. Quelistocidios alargados y piriformes con paredes un poco delgadas color café de 20-31 μm por 7-13 μm. Subhimenio compuesto de tejido celular con elementos terminales de 4-3 basidios cada uno. El pileipellis se compone de hifas septadas ligeramente apiñadas en el septo de forma cilíndrica. Las hifas tienen elementos más o menos caducos de 10-60 μm por 9-17 μm con paredes delgadas y hialinas o a veces un poco opacas, pigmentadas de café claro. La cubierta del estípite debajo del anillo es idéntica a la del pileipellis. Los cordones miceliales son de color blanco y difusos apicalmente, hasta de 1 mm de diámetro.

## Distribución
Es de distribución paleotropical-Austroasiática. Se ha recolectado en la República Democrática del Congo, India, Sri Lanka, Malasia y en la isla Heron en Australia.